# Yeomanry

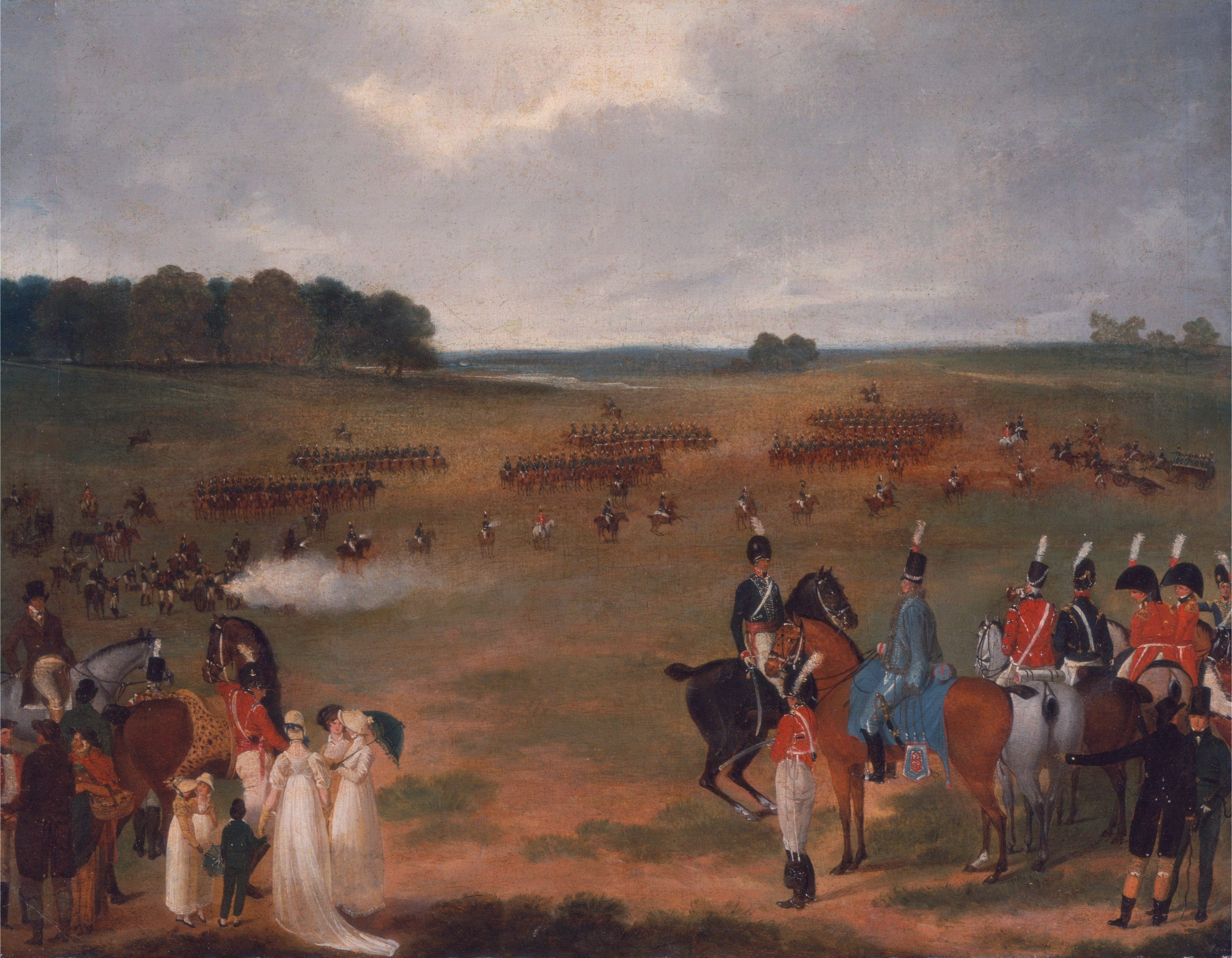
Una revisione del 1804 delle truppe yeomanry a Hyde Park, Londra

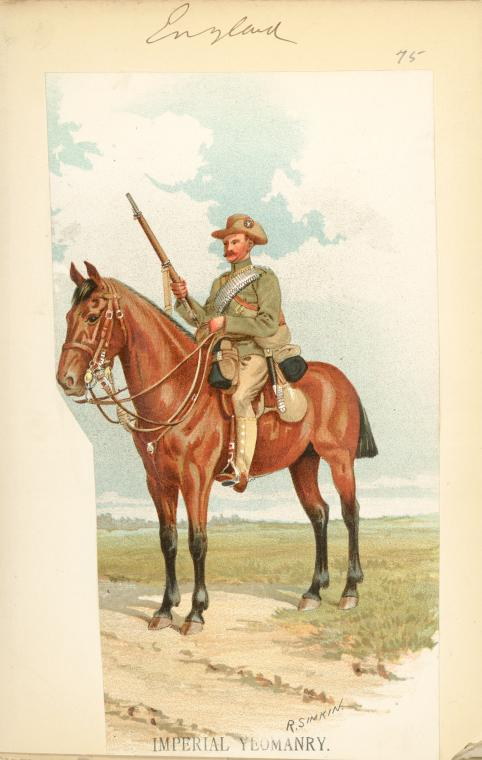
Imperial yeomanry

La Yeomanry è una denominazione utilizzata da una serie di unità e sottounità nella British Army Reserve, che discendono da reggimenti di cavalleria volontari che ora svolgono una varietà di ruoli diversi.

## Storia

### Origini
Nel 1790, in seguito alla rivoluzione francese e all'ascesa di Napoleone Bonaparte, la minaccia percepita di un'invasione del Regno di Gran Bretagna era alta. Per migliorare le difese del paese, furono fatti nascere Corpi di volontari britannici in molte contee di yeomen. Mentre la parola "yeoman" nell'utilizzo corrente significava un piccolo agricoltore che possedeva la sua terra, gli Ufficiali della Yeomanry provenivano dalla nobiltà o dalla piccola nobiltà terriera e molti degli uomini erano inquilini degli ufficiali o avevano altre forme di obbligo nei confronti degli ufficiali. Al momento della sua formazione, la forza veniva chiamata Cavalleria Yeomanry. I membri della yeomanry non erano obbligati a prestare servizio all'estero senza il loro consenso individuale.

### Inizi del XIX secolo
Durante la prima metà del diciannovesimo secolo, i reggimenti di yeomanry furono ampiamente usati a sostegno dell'autorità civile per reprimere rivolte e disturbi civili, compreso il massacro di Peterloo. Mentre le forze di polizia erano state create e assunte per questo ruolo, la Yeomanry si concentrava sulla difesa locale. Nel 1827 si decise, per ragioni finanziarie, di ridurre il numero dei reggimenti yeomanry, sciogliendo quelli che non erano stati impegnati ad assistere il potere civile nel decennio precedente. Anche un certo numero di truppe indipendenti furono sciolte. A seguito di queste riduzioni, la struttura della yeomanry fu fissata a 22 corpi (reggimenti), che ricevevano indennità e altri 16 in servizio senza retribuzione.
Durante gli anni 1830, il numero delle unità yeomanry oscillò, riflettendo il livello dei disordini civili in una particolare regione in un determinato momento. La Yeomanry irlandese, che aveva svolto un ruolo importante nel reprimere la ribellione del 1798, fu completamente sciolta nel 1838.

### Metà e fine del XIX secolo

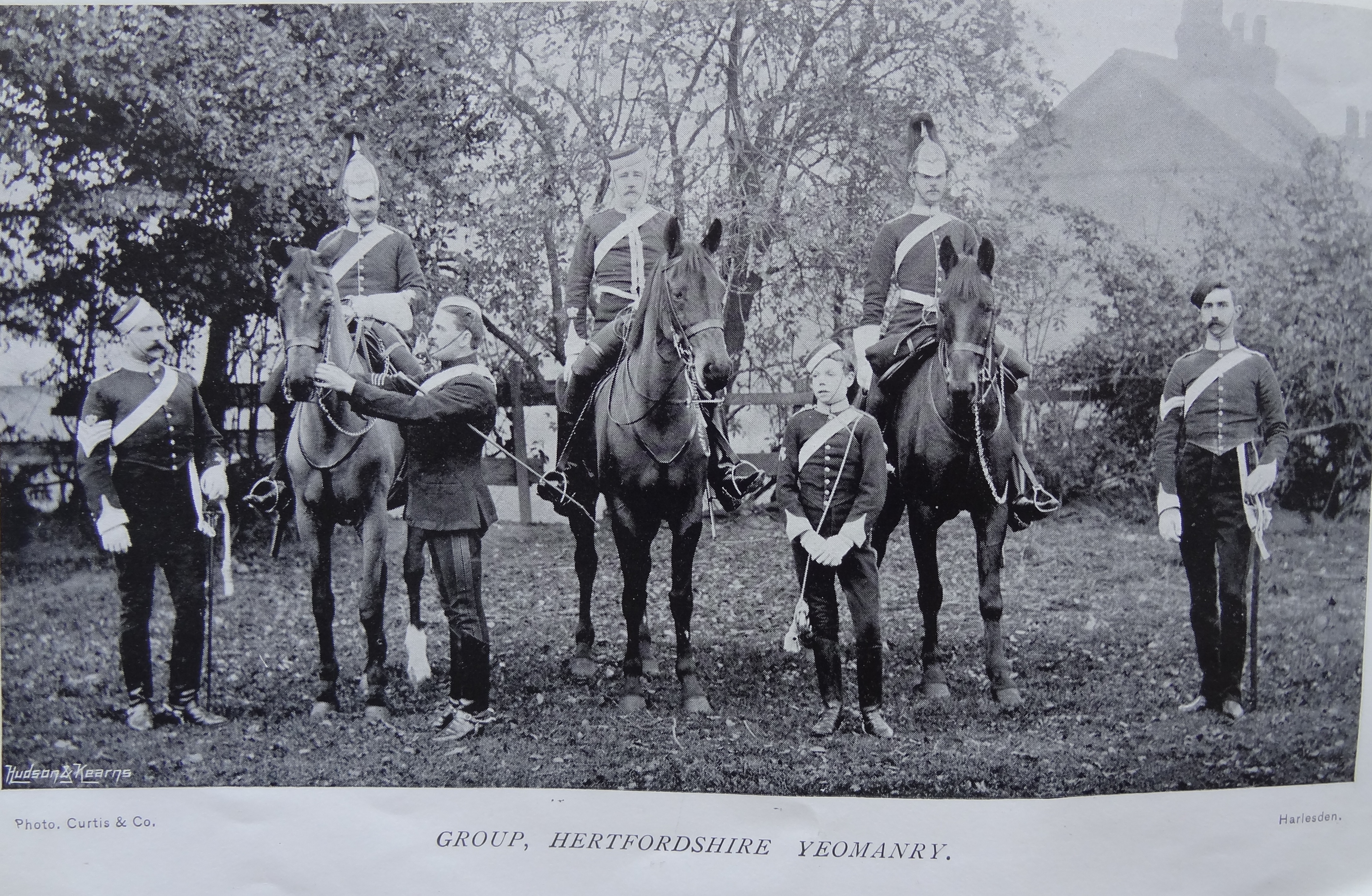
Hertfordshire Yeomanry nel 1890

Per i successivi trent'anni, la Forza Yeomanry fu mantenuta come seconda linea di supporto per la cavalleria regolare in Gran Bretagna. Le difficoltà di reclutamento portarono a prendere in seria considerazione lo scioglimento dell'intera forza nel 1870, ma l'anno successivo furono invece adottate misure per migliorarne l'efficacia. Queste comprendevano il requisito che i singoli soldati yeomanry frequentassero un numero minimo di esercitazioni all'anno in cambio di un'indennità di ''servizio permanente'' e che le unità fossero mantenute a una forza specifica. Gli ufficiali Yeomanry e gli istruttori permanenti dovevano seguire un addestramento presso una Scuola di Istruzione di nuova costituzione e il Segretario di Stato per la Guerra assunse la responsabilità della forza dai singoli Lord Luogotenenti delle contee. Sebbene queste riforme migliorassero la professionalità della Yeomanry Force, i numeri rimasero bassi (solo 10.617 nel 1881).
Nel 1876, il ruolo della Yeomanry Force fu fissato come quello della cavalleria leggera. Durante i decenni precedenti, le truppe di artiglieria a cavallo erano state reclutate per essere assegnate a un certo numero di reggimenti yeomanry e apparvero distaccamenti smontati dove i cavalli non erano disponibili in numero sufficiente. Queste unità soprannumerarie furono ora abolite.

### Guerra dei Boeri
Durante la seconda guerra boera, furono formate compagnie della Yeomanry imperiale per servire all'estero da volontari della Yeomanry. Nel 1901, tutti i reggimenti yeomanry furono rinominati Imperial Yeomanry e riorganizzati. Nel 1908 la Yeomanry Imperiale fu fusa con le Forze Volontarie per formare la Forza Territoriale, di cui divenne il braccio di cavalleria. Allo stesso tempo il titolo Imperiale fu abbandonato.

### Prima Guerra mondiale e dopo
Alla vigilia della prima guerra mondiale nel 1914, c'erano 55 reggimenti Yeomanry (con altri due formati nell'agosto 1914), ciascuno composto da quattro squadroni invece dei tre della cavalleria regolare. Al momento della realizzazione, questi reggimenti furono riuniti per formare brigate a cavallo o assegnati come cavalleria divisionale. Ai fini del reclutamento e dell'amministrazione, gli Yeomanry erano collegati a contee o regioni specifiche, identificate nel titolo del reggimento. Alcune delle unità ancora esistenti nel 1914 risalivano a quelle create nel 1790, mentre altre erano state create durante un periodo di espansione successivo alla guerra boera.
Dopo la prima guerra mondiale, la Forza Territoriale fu sciolta e successivamente riformata e ribattezzata Territorial Army. In seguito all'esperienza della guerra, solo i quattordici reggimenti yeomanry senior mantennero i loro cavalli, mentre il resto fu rinominato come compagnie di auto blindate, artiglieria, ingegneri o segnali. Due reggimenti furono sciolti. Le unità convertite mantennero le loro tradizioni yeomanry, con alcuni reggimenti di artiglieria dotati di batterie individuali che rappresentavano diverse unità yeomanry.

### Seconda Guerra Mondiale
Alla vigilia della seconda guerra mondiale nel 1939, l'Esercito Territoriale fu raddoppiato, con la formazione di unità duplicate; ciò portò alla disaggregazione di alcuni reggimenti. L'ultimo reggimento a cavallo della yeomanry furono i Queen's Own Yorkshire Dragoons, che furono convertiti in un ruolo corazzato nel marzo 1942 e successivamente convertiti in un battaglione di fanteria della King's Own Yorkshire Light Infantry: KOYLI. I volontari della Yeomanry prestarono servizio nel Long Range Desert Group dal 1940 al 1943, incorporati nella 'Y Patrol'.

### Dopoguerra
Ci furono riduzioni delle dimensioni del TA sia nel 1957 che nel 1961, che portarono alla fusione di alcune coppie di reggimenti yeomanry. Ci fu una notevole riduzione delle forze di riserva nel 1967 con la formazione della Riserva di Volontariato Territoriale ed Esercito; tutti i reggimenti yeomanry esistenti furono ridotti a sottounità di squadrone, compagnia o batteria. Da allora hanno avuto luogo numerose ulteriori riorganizzazioni.

## Reggimenti Yeomanry attuali
Nell'attuale Riserva dell'Esercito, diversi resti degli ex reggimenti Yeomanry sono ancora in servizio, di solito come sottounità di un'unità più grande:
Yeomanry Reale
- C&S (Dragoni di Westminster) Squadrone
- A (Yeomanry dei Rangers di Sherwood) Squadrone
- B (Staffordshire, Queen's Own Warwickshire e Worcestershire Yeomanry) Squadrone
- C (Kent e i Tiratori Scelti Yeomanry) Squadrone (Croydon)
- D (Yeomanry dello Shropshire) Squadrone
- E (Yeomanry del Leicestershire e del Derbyshire) Squadrone
- La Banda Reale dello Yeomanry (Inns of Court & City Yeomanry)

Yeomanry Reale del Wessex
- B (Wiltshire Royal Yeomanry) Squadrone
- A (Dorset Yeomanry) Squadrone
- C (Ussari Reali del Gloucestershire) Squadrone
- D (Devon Royal Yeomanry) Squadrone
- Y (Wiltshire Royal Yeomanry) Squadrone

Yeomanry della Regina
- A (Yorkshire Yeomanry) Squadrone
- B (Duke of Lancaster's Own Yeomanry) Squadrone
- C (Cheshire Yeomanry) Squadrone
- C & S (Command and support) (Northumberland Hussars) Squadrone

Yeomanry Scozzese e Nordirlandese
- A. (Ayrshire (Proprietà del Conte di Carrick) Yeomanry) Squadrone in Ayr[3]
- B. (Cavallo nordirlandese) Squadrone in Beflast e Coleraine[4]
- C. (Fife e Forfar Yeomanry/Cavallo scozzese) Squadrone a Cupar[5]
- E. (Lothians e Yeomanry di confine) Squadrone a Edimburgo[6]

## Altri resti di unità yeomanry
Royal Corps of Signals
32 Reggimento di segnalazione (scozzese).
- 40 Squadrone di segnalazione (cavallo nordirlandese).

37 Signal Regiment
- 54 (Queen's Own Warwickshire and Worcestershire Yeomanry) Squadrone di supporto

39 (Skinners) Reggimento di segnalazione
- 93 (North Somerset Yeomanry) Squadrone di supporto
- 94 (Berkshire Yeomanry) Squadrone di segnalazione

71º Reggimento di Segnali Yeomanry (Città di Londra).
- 31 (Middlesex Yeomanry) Squadrone di segnalazione
- 36 (Yeomanry dell'Essex) Squadrone di segnalazione
- 68 (Inns of Court & City Yeomanry) Squadrone di segnalazione
- 265 (Yeomanry del Kent e Contea di Londra (Tiratori scelti)) Squadrone di supporto

Royal Artillery
104 Reggimento Artiglieria Reale
- C (Yeomanry del Glamorgan) Truppa

106 (Yeomanry) Reggimento Artiglieria Reale
- 457 (Fucilieri Yeomanry dell'Hampshire ) Batteria
- 295 (Yeomanry dell'Hampshire) Batteria

Army Air Corps
6 reggimento, Corpo Aereo dell'Esercito
- 677 (Yeomanry del Suffolk e Norfolk) Squadrone Aeronautica Militare

Royal Engineers
101 (Città di Londra) Reggimento Ingegneri
- 2 (Yeomanry del Surrey) Truppa sul campo
- 1 (Yeomanry del Sussex) Truppa sul campo

71 Reggimento Ingegneri
- Lovat Scouts

Royal Logistic Corps
157 Reggimento RLC (gallese)
- 224 Squadrone (Pembroke Yeomanry)
- 398 (Flint e Denbighshire yeomanry) Squadrone

165 Porto e Reggimento Marittimo RLC
- 710 (Royal Buckinghamshire Hussars) Squadrone di igiene operativa[7]
- 142 (Ussari dell'Oxfordshire di Regin) Squadrone di veicoli

### Yeomanry infermieristico di pronto soccorso (Corpo dei volontari della Principessa Reale)
Nel 1907 fu fondata la First Aid Nursing Yeomanry come organizzazione di sole donne per fornire un collegamento tra gli ospedali da campo e la linea del fronte, con il ruolo principale di salvare i feriti, piuttosto che fornire assistenza infermieristica. Poiché l'organizzazione inizialmente costituita era organizzata, adottò il nome yeomanry. Il First Aid Nursing Yeomanry è un ente di beneficenza indipendente che non fa parte delle Forze Armate, oggi fornisce squadre per aiutare le agenzie civili.